# IC 237
IC 237 — галактика типу E-S0 (еліптична спіральна галактика) у сузір'ї Кит.
Цей об'єкт міститься в оригінальній редакції індексного каталогу.